# Izumi (Schiff, 1884)
Die Izumi war der erste sogenannte Elswick-Kreuzer, den die britische Werft Armstrong, Mitchell & Company für den Export entwickelt hatte. Sie wurde als Esmeralda an die chilenische Marine geliefert. Zu Beginn des japanisch-Chinesischen Krieges verkaufte Chile den Kreuzer 1894 nach Japan. Dort blieb er als Izumi bis 1907 in Dienst und wurde 1912 abgewrackt.

## Baugeschichte
Die Esmeralda wurde für die chilenische Marine auf der britischen Werft Armstrong, Mitchell & Company in Low Walker nahe Newcastle upon Tyne nach Plänen des Mitbesitzers George Rendel (1833–1902) gebaut und kam 1884 als schnellster Kreuzer der Welt in den Dienst. Die Rüstungsfirma von William George Armstrong hatte sich mit der Werft von Charles Mitchell in Low Walker zusammengetan, um auch Kriegsschiffe zu bauen. Gleichzeitig wurde eine zweite Werft hauptsächlich für Kriegsschiffe unmittelbar beim Firmensitz in Elswick errichtet. Der erste sogenannte Elswick-Kreuzer wurde allerdings noch in Low Walker gebaut, wie später auch noch weitere, auch wenn sich diese Werft hauptsächlich mit dem Handelsschiffbau und da vor allem mit Tankern beschäftigte.
Der Name Esmeralda kam mit ihr zum dritten Mal für ein Schiff der chilenischen Marine zur Verwendung. Die erste Esmeralda war eine im November 1820 durch Admiral Cochrane eroberte spanische Fregatte von 950 ts, die noch im selben Jahr in Valdivia umbenannt wurde. Die zweite Esmeralda war eine 1854 gebaute Korvette von 854 ts, die am 21. Mai 1879 im Seegefecht von Iquique von der Huáscar durch drei Rammstöße versenkt wurde.

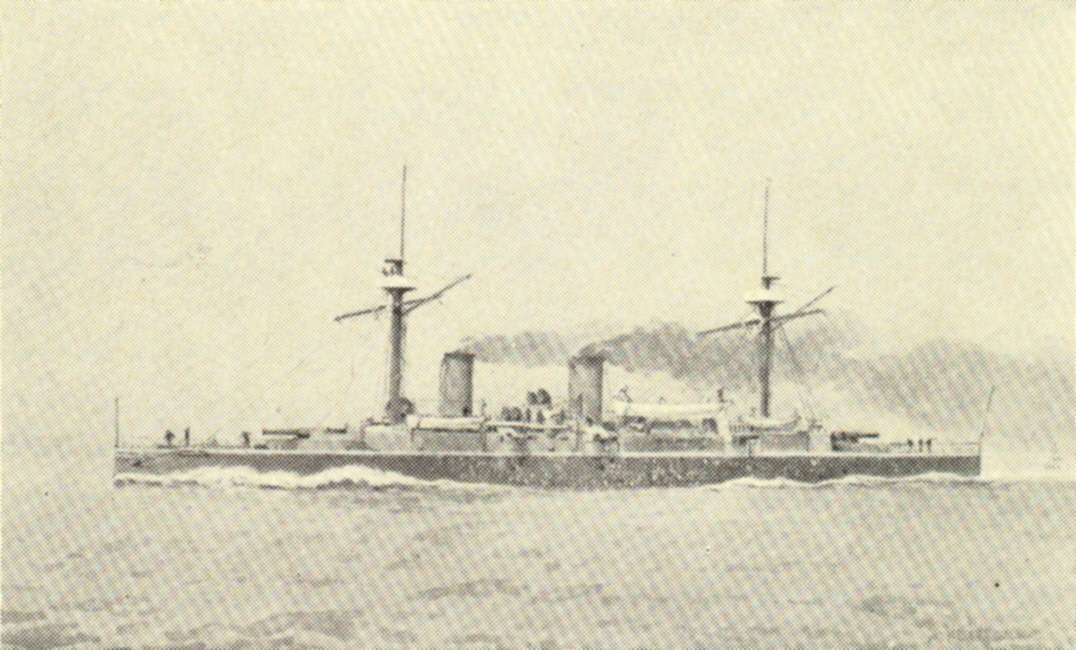
Die dritte Esmeralda
der chilenischen Marine

Die Esmeralda gilt als der erste Geschützte Kreuzer weltweit, wurde anfangs als Panzerdeckschiff bezeichnet und war das Typschiff der anfangs Armstrong-Rendel-Kreuzer genannten Schiffe. Nach ihrem Muster entstand eine Vielzahl ähnlicher Kreuzer, die später „Elswick-Kreuzer“ nach der ab 1883 gebauten neuen Kriegsschiffswerft der Firma Armstrong genannt wurden. Bis kurz nach der Jahrhundertwende baute Armstrong 23 ähnliche Schiffe in 19 Varianten für Italien, Japan, China, Argentinien, Brasilien, die Vereinigten Staaten und die Türkei sowie weitere Schiffe für Chile. In Italien und den USA wurden außerdem nach Armstrong-Plänen ähnliche Schiffe gebaut. Andere Werften entwickelten vergleichbare Kreuzer.
Der Entwurf hatte ein gewölbtes Panzerdeck, das vom Bug bis zum Heck etwas unter der Wasserlinie verlief, unter dem sich alle lebenswichtigen Teile des Schiffes befanden. Dazu verfügte es über geschlossene, korkgefüllte Abteilungen zur Seite, die den Auftrieb erhöhen sollten. Statt erhöhter Deckformen vorn und hinten und den üblichen mit Holz abgedeckten Teilen erhielt die Esmeralda ein ebenes Stahldeck, wobei ihr geringer Freibord von der chilenischen Marine negativ bewertet wurde. Die Verdrängung der Esmeralda betrug etwas unter 3000 tn.l. und sie konnte 18 Knoten erreichen. Eine auch nur hilfsweise Beseglung war nicht mehr vorgesehen. Die von der Armstrong-Tochterfirma Elswick Ordnance gelieferte Bewaffnung der Esmeralda bestand aus je einer 25,4-cm-L/30-Kanone an Bug und Heck sowie sechs 15,2-cm-L/26-Geschützen in Schwalbennestern an den Seiten. Als leichte Waffen wurden noch zwei 5,7-cm-L/40-Hotchkiss-Geschütze, fünf 3,7-cm-Hotchkiss-Kanonen, beide von Elswick in Lizenz gebaut, und je zwei Maschinengewehre der Typen Gardner und Gatling eingebaut. Dazu kamen noch drei 38,0-cm-Torpedorohre.

## Einsatzgeschichte
1885 entsandte die chilenische Regierung die Esmeralda nach Panama, wo durch einen Bürgerkrieg der Handel über die Landenge bedroht war. Während des Bürgerkrieges in Chile 1891 diente die Esmeralda mit der Mehrheit der Marine auf Seiten des aufständischen Kongresses. Am 6. Januar 1891 bestiegen die Führer des Kongresses die Panzerfregatte Blanco Encalada, das Flaggschiff des Befehlshabers der Kongressflotte, Jorge Montt, in Valparaíso. Am 7. Januar lief die Blanco Encalada mit der Esmeralda, der Korvette O’Higgins und weiteren Schiffen von Valparaíso nordwärts nach Tarapacá, um den militärischen Widerstand gegen den Präsidenten José Manuel Balmaceda zu organisieren. Die Panzerfregatte Almirante Cochrane schleppte die Huáscar, deren Maschinen nicht einsatzbereit waren, aus Valparaíso südwärts nach Las Salinas bei Talcahuano, wo das Turmschiff einsatzbereit gemacht wurde. Einzige bedeutende Marineeinheiten auf der Seite des Präsidenten waren die aus Großbritannien im Januar bzw. Februar 1891 in Chile eintreffenden Torpedokanonenboote der Sharpshooter-Klasse Almirante Lynch (713 t) und Almirante Condell. Diese griffen am 22. April 1891 das vor Anker liegende Flaggschiff der Kongressmarine Blanco Encalada in der Bucht vor Caldera an. Von sechs Torpedos traf einer der Almirante Lynch das Schlachtschiff, das in weniger als zehn Minuten sank, wobei 182 Seeleute starben. Dies war die erste Versenkung eines größeren Kriegsschiffs mit einem Torpedo mit Eigenantrieb.

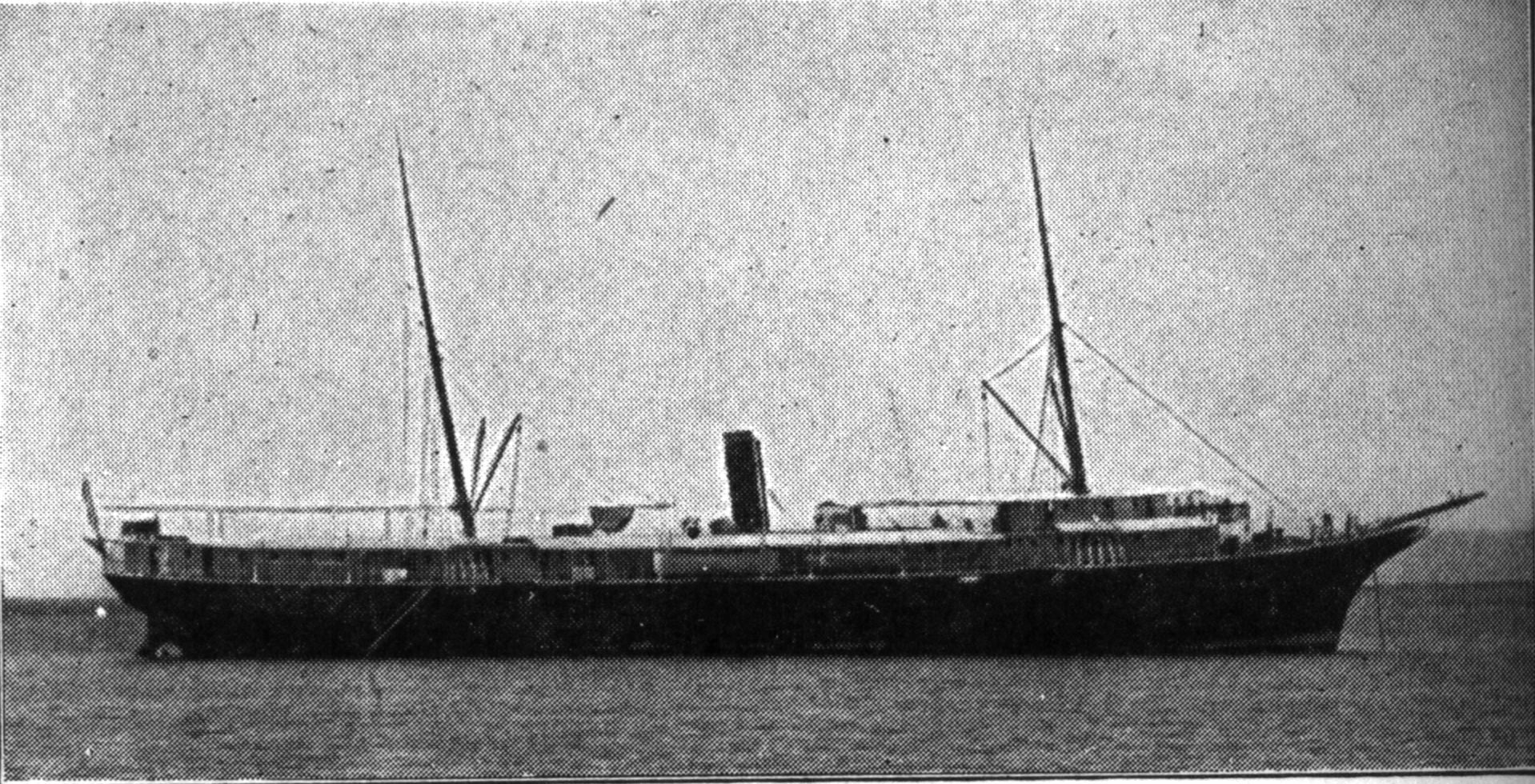
Dampfer Itata

Am 30. April lief die Esmeralda mit dem chilenischen Dampfer Itata aus Arica aus, der aus den USA Waffen nach Chile bringen sollte. Nach Kohlenergänzung bei den Galapagosinseln lief der Dampfer nach San Diego, um die angekauften Waffen, Versorgungsgüter und Kohlen für den Kreuzer zu übernehmen. Die Esmeralda lief am 16. Mai in den mexikanischen Hafen Acapulco ein, wo sie mit dem amerikanischen Kreuzer Charleston zusammentraf, der die Itata auf Wunsch der chilenischen Regierung stoppen sollte. Beide Kreuzer hatten die Itata verfehlt, deren Kommandant von den Bemühungen der US-Regierung, ihn aufzuhalten, Kenntnis hatte und direkt nach Chile lief. Erst am 4. Juni erzwang ein Verband der United States Navy vor Iquique den Verzicht der Aufständischen auf den Frachter und seine Ladung. Die Esmeralda hatte der Charleston in Acapulco mangels Kohlen nicht unmittelbar folgen können. Im weiteren Verlauf des Krieges transportierte sie Truppen und gab diesen Artillerieunterstützung. Ein wichtiger Einsatz war die Unterstützung in der Schlacht von Concón am 21. August 1891 bei der Überquerung des Río Aconcagua auf dem Vormarsch der Kongresstruppen nach Valparaíso, deren Landung in der Bucht von Quintero sie zuvor unterstützt hatte. An den folgenden Gefechten nahm sie mit der Almirante Cochrane teil. Beide Schiffe wurden mehrfach von der Artillerie der präsidialen Truppen getroffen. Am Monatsende erhielt Admiral Montt, der Befehlshaber der aufständischen Flotte, übergangsweise das Präsidentenamt Chiles und blieb, Ende 1891 gewählt, bis 1896.
Am 15. November 1894 kaufte die Kaiserlich Japanische Marine die Esmeralda während des Ersten Japanisch-Chinesischen Krieges im Rahmen eines Verstärkungsprogramms. Tatsächlich wurde das Schiff erst durch Ecuador in Chile für 220.000 Pfund erworben und dann nach Japan weiterverkauft, um chilenische Bedenken hinsichtlich der Verletzung der Neutralität während des Krieges zu umgehen. Sie lief unter chilenischer Flagge zu den Galapagosinseln, von wo sie unter der Flagge Ecuadors nach Japan weiterlief. Sie wurde das zweite Schiff der japanischen Marine mit einem chilenischen Ursprung, die seit 1883 über das ebenfalls bei Armstrong gebaute Kanonenboot Tsukushi verfügte, das als Arturo Prat von Stapel gelaufen und unfertig angekauft worden war, nachdem Chile seinen 1879 erteilten Auftrag wegen fehlender Haushaltsmittel storniert hatte.

## Dienst in der Japanischen Marine
Am 5. Februar 1895 traf die Esmeralda in Yokosuka, Japan, ein und wurde als Kreuzer Izumi (japanisch 和泉巡洋艦 Izumi jun’yōkan) in den Dienst der Kaiserlich Japanischen Marine genommen. Der Name einer alten Provinz Japans, die heute Teil der Präfektur Osaka ist, wurde zeitweise auch als Iduzmi übertragen.

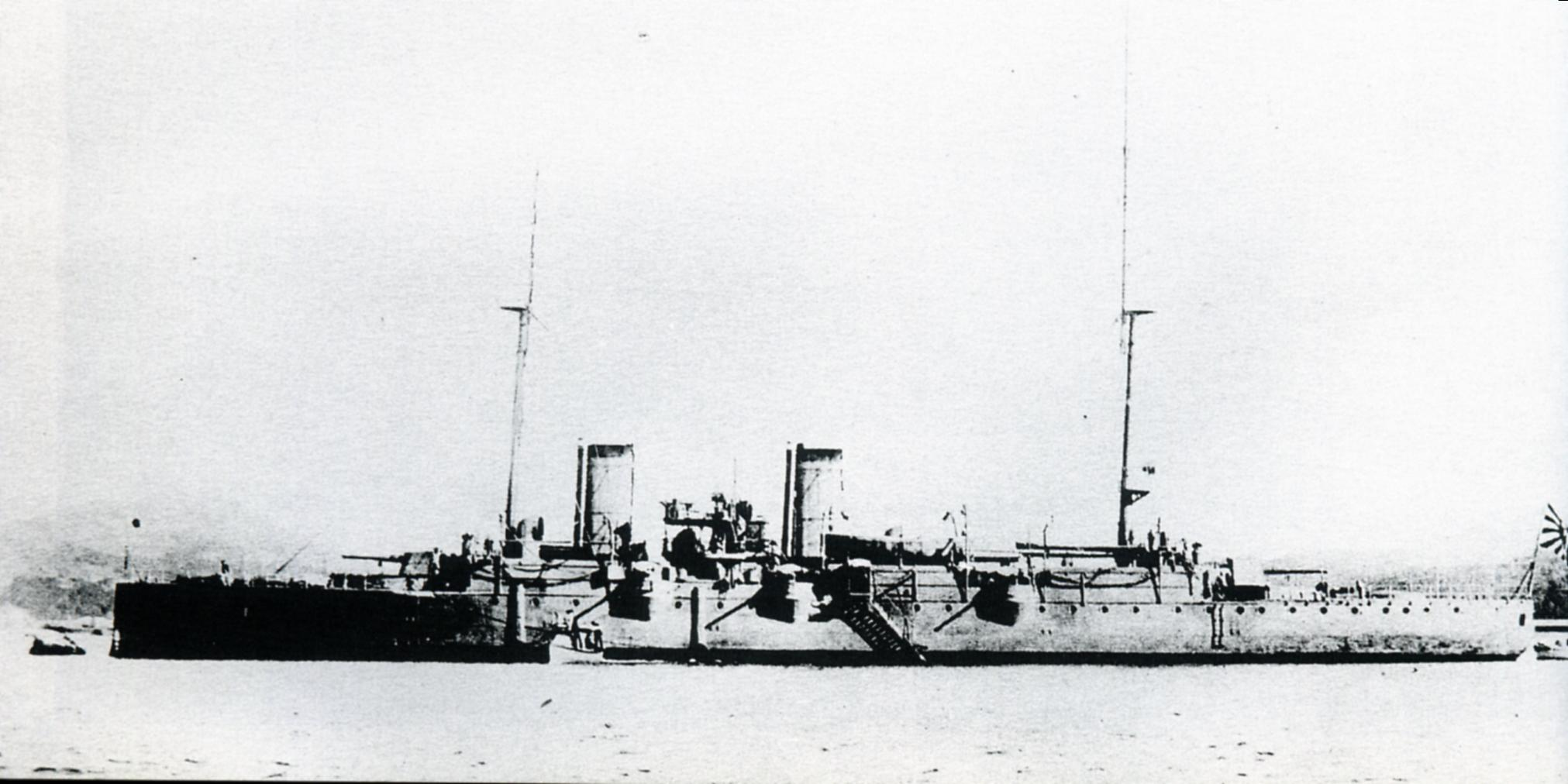
Die Izumi 1908 in Sasebo

Sie wurde in der Sicherung der Seewege zwischen Japan, Pusan und Taiwan eingesetzt. Am 31. März 1898 wurde die Izumi in einen Geschützten Kreuzer 3. Klasse umklassifiziert. Sie wurde bei Überholungen 1899 und 1901 umbewaffnet. Zuerst wurden die Geschütze an den Seiten durch 12,0-cm-L/40-Armstrong-Schnellfeuergeschütze ersetzt, wie sie auch andere japanische Kreuzer führten. Dann wurden auch das schwere Bug- und Heckgeschütz gegen 15,2-cm-L/40-Schnellfeuergeschütze getauscht. Die leichtere Bewaffnung verbesserte die Seefähigkeit der Izumi. Während des Boxeraufstandes in China sicherte sie Truppentransporte und die Versorgung der Landungstruppen. Bei der Überholung 1901 wurden die alten Zylinderkessel durch moderne Wasserrohrkessel der Bauart Niclausse ersetzt.
Die Izumi war während des Russisch-Japanischen Krieges von 1904–1905 weiterhin im Dienst, diente aber meist in nachgeordneten Aufgaben, da ihre Panzerung nicht mehr als hinreichend betrachtet wurde. Sie war in Tsushima auf der gleichnamigen Insel in der Koreastraße stationiert und sicherte den Seeverkehr zwischen Japan und Korea. Sie war trotz des geringen Gefechtswertes als Kreuzer an der Seeschlacht bei Tsushima innerhalb der 3. Flotte beteiligt. Unter ihrem Kommandanten Ichiro Ishida entdeckte die Izumi um 6:55 Uhr am 27. Mai die russische Flotte und informierte den Flottenchef, Admiral Togo auf der Mikasa, über alle Bewegungen. Das Schiff wurde für diese wichtigen Meldungen ausgezeichnet. Zu Beginn der Seeschlacht lief sie als einziges japanisches Schiff auf der Steuerbordseite des russischen Geschwaders parallel zu diesem. Dort sicherte der alte Kreuzer Wladimir Monomach einige Transportschiffe, mit dem es um 13:45 Uhr zu einem heftigen Feuergefecht kam. Die Izumi erlitt einige Treffer und zog sich weiter zurück.
Die Izumi wurde 1907 außer Dienst gestellt und am 1. April 1912 zum Abwracken verkauft. Ihr Bugzier in Form eines kaiserlichen Siegels ist im Museum auf dem Linienschiff Mikasa ausgestellt.